# Kożuchy
Kożuchy (niem. Kosuchen, 1938–1945 Kölmerfelde) – wieś w Polsce położona w województwie warmińsko-mazurskim, w powiecie piskim, w gminie Biała Piska.
W latach 1954–1959 wieś należała i była siedzibą władz gromady Kożuchy, po jej zniesieniu w gromadzie Biała Piska. W latach 1975–1998 miejscowość administracyjnie należała do województwa suwalskiego.

## Historia
W XV i XVI w. wieś zapisywana była w dokumentach jako Neipirkoff, Koschucher. Wieś powstała nad rzeką Konopką (Pavolczyne) po przeciwnej stronie Rolek, w ramach kolonizacji Wielkiej Puszczy. Wcześniej był to obszar Galindii. Wieś ziemiańska, dobra służebne w posiadaniu drobnego rycerstwa (tak zwani wolni, ziemianie w języku staropolskim), z obowiązkiem służby rycerskiej (zbrojnej). Początek osady datować można na pierwszą połowę XV w. Wieś była wzmiankowana w dokumentach z 1424 r., kiedy to o 70 łanów przy Pauloczinstog – dąbrowy w środkowym biegu rzeki Pauloczinstog (rz. Konopka) starał się Bartosz i Rafał z Pisza. Przy tej rzece leżała wtedy już inna stara wieś i młyn.
Wieś służebna Kożuchy nadana została niejakiemu Rafałowi w 1435 r., na 48 łanach z obowiązkiem trzech służb lekkozbrojnych przez komtura bałgijskiego Erazma Fishborna, za wiedzą wielkiego mistrza Pawła von Rusdorfa, na prawie chełmińskim, z 10 latami wolnizny od służby zbrojnej i płużnego.